# 50 groszy 1938 Duże cyfry 50

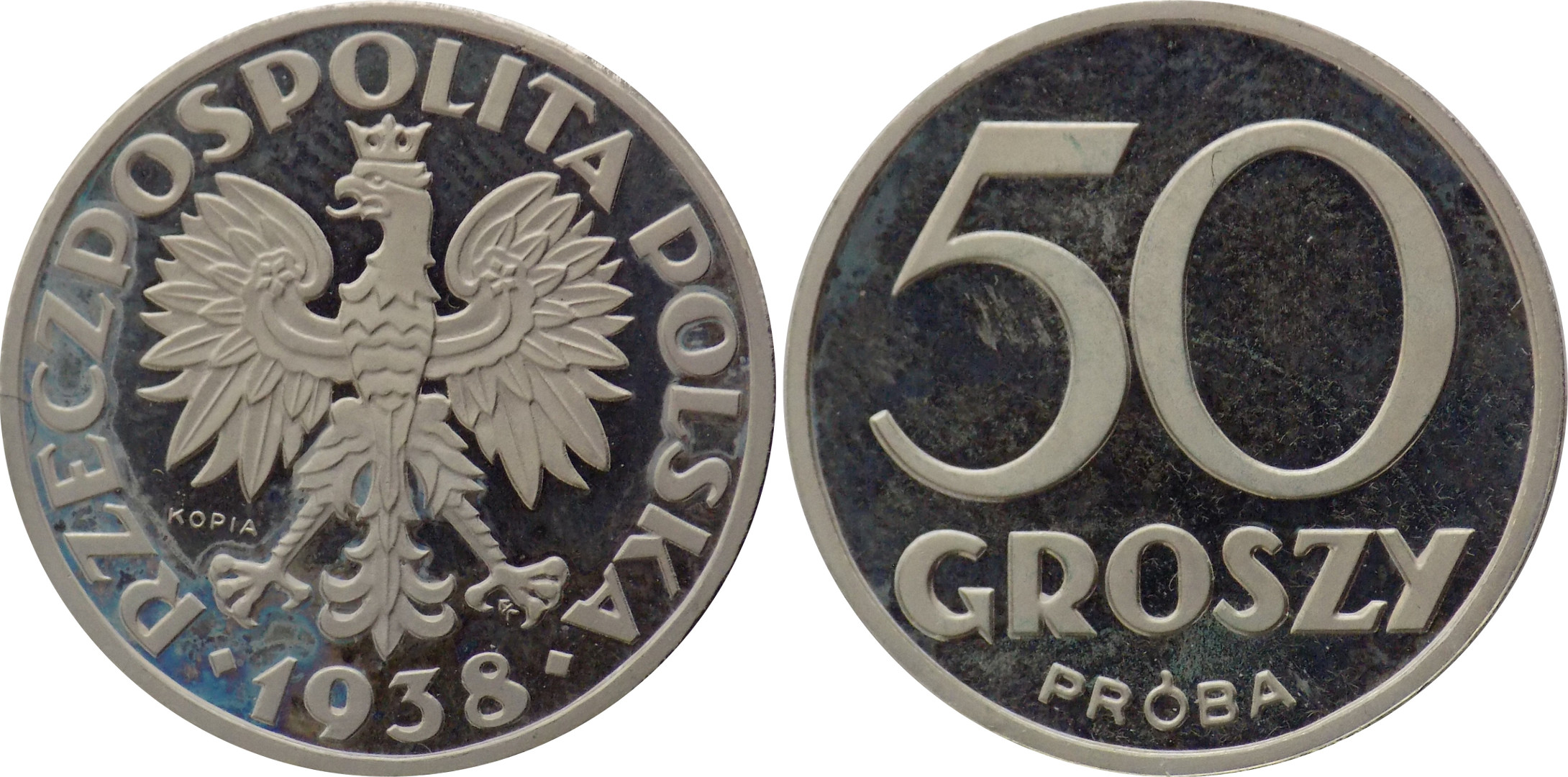
XXI w. replika

50 groszy 1938 Duże cyfry 50 – próbna moneta okresu złotowego II Rzeczypospolitej, przygotowana jako propozycja wzoru monety pięćdziesięciogroszowej na wypadek spodziewanej wojny.

## Rys historyczny
Pod koniec drugiego dziesięciolecia XXI w. wśród monet II Rzeczypospolitej znane są wzory 10-, 20- i 50-groszówek z datą 1938 planowanych na wpadek wybuchu spodziewanej wojny. Dla wszystkich trzech groszowych nominałów niklowych przygotowano projekty „wojenne” różniące się jedynie datą roczną umieszczoną na awersie – 1938 zamiast 1923 jak na monetach obiegowych. Ponieważ w 1927 r. wprowadzono nowy wzór godła państwa (Dz.U. z 1927 r. nr 115, poz. 980), jedną z propozycji była również zmiana awersu, tak aby rysunek orła był zgodny z obowiązującym w latach trzydziestych XX w. prawem. Projektantem nowej głównej strony monet groszowych był Józef Aumiller.
Przy niezmienionym rewersie w stosunku do monet będących w obrocie od 1924 r., z nowym awersem Aumillera, wybito próbne 20- i 50-groszówki, z których ostatecznie jedynie 50-groszówka doczekała się milionowej emisji przeznaczonej do obiegu.
Wraz z pracami nad nowym awersem pojawiła się również propozycja zmiany rewersu. Tak w medalierni mennicy powstał nowy projekt rewersu 50-groszówki – mocno uproszczonego w stosunku do krążącej w obiegu – pozostawiono jedynie cyfry nominału „50” i napis „GROSZY”.

## Awers
Na tej stronie pośrodku umieszczono godło – orła w koronie o wzorze zgodnym z ustawą z 27 grudnia 1927 r., dookoła w otoku napis: „RZECZPOSPOLITA POLSKA”, pod orłem rok: „♦ 1938 ♦”, pod łapą orła z prawej strony herb Kościesza – znak mennicy w Warszawie.
Rysunek awersu jest identyczny jak na monetach 50 groszy 1938.

## Rewers
Na tej stronie umieszczono duże cyfry nominału „50”, poniżej napis: „GROSZY”, a pod nim wygięty w lekkim łuku wypukły napis „PRÓBA”.

## Opis
Monetę wybito na krążku o średnicy 24,5 mm, z rantem gładkim, w żelazie niklowanym, w nakładzie 200 sztuk.

## Odmiany
Istnieją również odbitki w:
- aluminium (masa nieznana, nakład nieznany).
- miedzioniklu (masa 5 gramów, nakład nieznany).